# Сарни-Мале
Сарни-Мале (пол. Sarny Małe, нім. Groß Sarne) — село в Польщі, у гміні Левін-Бжеський Бжезького повіту Опольського воєводства.
Населення — 239 осіб (2011).

## Демографія
Демографічна структура станом на 31 березня 2011 року:
|          | Загалом | Допрацездатний вік | Працездатний вік | Постпрацездатний вік |
| -------- | ------- | ------------------ | ---------------- | -------------------- |
| Чоловіки | 123     | 26                 | 82               | 15                   |
| Жінки    | 116     | 25                 | 59               | 32                   |
| Разом    | 239     | 51                 | 141              | 47                   |